# 동명고택
동명고택(東冥古宅)은 경상북도 안동시 풍산읍 오미리에 있다. 2009년 1월 21일 안동시의 문화유산 제6호로 지정되었다.

## 지정 사유
안동시 풍산읍 오미1리 267번지 김재교씨 소유인 동명고택은 건립 연대가 미상이다.
큰 규모의 한식 골기와로 지은 전통 주택들이 많은 마을을 배경으로 초입에 남서향으로 앉아 있다.
안마당을 중심으로 앞쪽의 一자형 중문간 및 사랑채와 그 뒤편의 ㄇ형 안채가 연접된 완전 口자형으로 사랑채의 툇마루와 대청이 조금 돌출되어 있다.
원래 있던 기와지붕 토석 담장은 일부만 남아 있고 현재는 블록담장이 둘러져 있으며 안채 우측 뒤뜰에는 내외 담장을 두었고 앞마당 좌측에는 근년에 지은 슬레이트 지붕의 축사와 창고가 있고 우측에는 블록 구조 측간이 시설되어 있다. 뒤뜰은 감나무를 심고 텃밭을 일구었다.
사랑채가 발달한 비교적 규모가 큰 완전 口자형 주택으로 건물양식은 뛰어나지 않으나 전통주택의 유형을 살펴 볼 수 있는 자료 가치가 있다.